# Jahja es-Sehrí
Jahja Szulajmán Alí es-Sehrí (arabul: يحيى سليمان علي الشهري; Dammám, 1990. június 26. –) szaúd-arábiai labdarúgó, középpályás.
A 2009–10-es szezonban mutatkozott be az élvonalban az el-Áttifák utánpótlásából felkerülve. 2013–2021 között az en-Naszr labdarúgója volt. 2018-ban kölcsönben a spanyol Leganés csapatában szerepelt. 2021–2023 között az er-Ráíd játékosa volt. 2023 óta az Er-Rijád együttesében játszik.
2009–2019 között 75 alkalommal szerepelt a szaúd-arábiai válogatottban és nyolc gólt szerzett. Részt vett a 2018-as oroszországi világbajnokságon.